# Walter Plaggemeyer
Walter Plaggemeyer (* 25. November 1949 in Rehden) ist ein ehemaliger deutscher Fußballspieler und -trainer. Der Offensivspieler hat von 1974 bis 1979 für die Vereine Göttingen 05 und Kickers Offenbach 143 Spiele in der 2. Fußball-Bundesliga absolviert und dabei 29 Tore erzielt.

## Laufbahn als Fußballspieler

### Amateur und Bundesliga, bis 1970

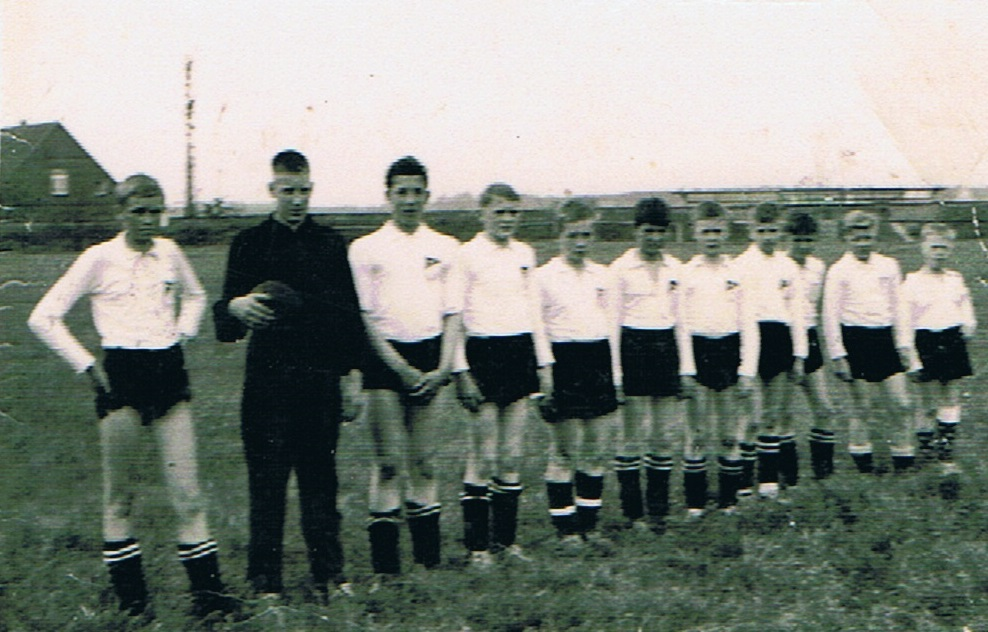
Jugendmannschaft, Plaggemeyer 2.v.r.

Plaggemeyer spielte in der Jugend des BSV Rehden bevor er 1968 zum SV Werder Bremen wechselte. Als Werder-Amateur kam der Offensivspieler in der Vorrunde um den Amateur-Länderpokal 1968/69 im Oktober/November 1968 in den zwei Spielen gegen Westfalen (0:1/3:1 n. V.) zum Einsatz. Am 9. August 1969 gewann er mit seinen Mannschaftskameraden mit 2:1 gegen die Amateure von Bremerhaven 93 (Rolf Kaemmer, Horst Bertl) das Finale um Roland-Pokal Bremen/Bremerhaven. Für Werder absolvierte der Amateur – trainiert wurde er bei den Werder-Amateuren von Ex-Nationalspieler Erich Hänel und Mitspieler waren Willi Götz, Bernd Kugler, Manfred Zebrowski, Axel Kapitän, Klaus-Dieter Kuschel – in der Saison 1969/70 zwei Spiele in der Bundesliga. Sein Bundesligadebüt fand unter Trainer Fritz Rebell am 28. Februar 1970 bei der 0:1-Auswärtsniederlage bei Borussia Mönchengladbach statt, wo er als Linksaußen für Bernd Lorenz eingewechselt wurde. Seinen zweiten Bundesligaeinsatz hatte der Angreifer am 17. März bei der 0:3-Auswärtsniederlage beim 1. FC Köln, wo er wiederum von Rebell-Nachfolger Hans Tilkowski für Lorenz eingewechselt wurde. Gegen die interne Stürmerkonkurrenz bei Werder durch Werner Görts, Bernd Lorenz, Bernd Windhausen und Eckhard Deterding konnte sich Plaggemeyer nicht behaupten und wechselte zur Saison 1970/71 – mit Empfehlung des ehemaligen Trainers aus Göttingen, Fritz Rebell – zum 1. SC Göttingen 05 in die Fußball-Regionalliga Nord.

### Regionalliga Nord und 2. Fußball-Bundesliga, 1970 bis 1979
Unter dem neuen Trainer Karl-Heinz Mülhausen kam er bei den Schwarz-Gelben auf 34 Ligaspiele und erzielte 16 Tore. Die 05er erreichten nach dem Abgang der vormaligen Leistungsträger Hans-Joachim Weller und Thomas Rohrbach 1970/71 den siebten Rang. Im ersten Trainerjahr von Reinhard Roder, 1972/73, belegte Göttingen den vierten Rang und Flügelflitzer Plaggemeyer hatte in 33 Einsätzen 14 Tore erzielt, trotz seiner Körpergröße von 1,72 m auch etliche durch Kopfbälle. Das letzte Jahr der alten zweitklassigen Regionalliga-Ära, 1973/74, beendeten die Niedersachsen auf dem 12. Rang, waren damit aber trotzdem für die neue 2. Bundesliga ab der Saison 1974/75 qualifiziert. Der Offensivspieler hat von 1970 bis 1974 für Göttingen in der Regionalliga Nord 129 Spiele absolviert und dabei 45 Tore erzielt.
Der Start im neuen Unterbau der Bundesliga glückte am 4. August 1974 mit einem 5:2-Heimerfolg gegen DJK Gütersloh. Der Angriff der 05er war im damals üblichen 4:3:3-System mit Klaus Wolf, Frank-Michael Schonert und Plaggemeyer besetzt gewesen. Plaggemeyer erzielte zwei Tore. Im Spielbericht des Kicker wurde festgehalten: „Es dauerte zehn Minuten, bis sich die Göttinger auf den Gegner eingestellt hatten. Maßgebend war dabei das schnelle Führungstor (10. Minute) nach einer wunderbaren Flanke von Plaggemeyer, die Schonert unhaltbar einköpfte.“ Neben Schonert und Wolf waren auch noch Dieter Hochheimer und Friedel Mensink neu in die südniedersächsische Universitätsstadt gekommen. Nach dem sechsten Spieltag, den 31. August 1974, die 05er erreichten vor 32.000 Zuschauern bei Borussia Dortmund ein 2:2-Remis, führte Göttingen punktgleich mit Fortuna Köln und Bayer Uerdingen (jeweils 9:3 Punkte) sogar die Tabelle an. Am Rundenende belegte Göttingen im Debütjahr der 2. Bundesliga, 1974/75, den zehnten Rang und Plaggemeyer hatte 35 Ligaspiele absolviert und acht Tore erzielt. Der schnelle Mann mit der besonderen Stärke im Spiel 1:1 am Flügel, hatte als Vorbereiter durch Flanken, Dribblings und Doppelpässe auch in der 2. Bundesliga überzeugt. In der Saison 1975/76 führten Wolf (14), Plaggemeyer (13) und Horst Hayer mit elf Toren die interne Torjägerliste der 05er an. Plaggemeyer hatte nur in einem der 38 Ligaspiele gefehlt und die Schwarz-Gelben belegten den elften Rang.
Vor dem Start in die dritte Zweitligasaison 1976/77 nahmen mit Plaggemeyer, Hochheimer, Jürgen Krawczyk und dem Neuzugang aus Homburg, Gerd Müller, vier 05er-Spieler mit der Studentennationalmannschaft vom 1. bis zum 15. August 1976 an der Weltmeisterschaft in Uruguay teil. Trainer Roder war aus Gründen des grundlegenden Formaufbaus durch die Vorbereitungsperiode zwar gegen die Teilnahme von vier Spielern aus Göttingen, der verantwortliche DFB-Trainer Herbert Widmayer konnte das 05er-Präsidium aber zum Flug nach Südamerika überreden. Mit Torhüter Jürgen Muche, Bernd Brexendorf, Uli Bruder und Ewald Lienen nahmen auch noch weitere Spieler aus der 2. Bundesliga an der Reise teil. Plaggemeyer trat den Flug an den Río de la Plata aber verletzt an. Die Hoffnung der DFB-Verantwortlichen, die Verletzung vor Ort in den Griff zu bekommen, trat leider nicht ein. Lediglich ein Kurzeinsatz im Spiel gegen Japan war möglich und die Nachwirkungen der Verletzung verzögerten nach der Rückkehr auch seinen pünktlichen Rundenstart. Im Spielerkader hatte es mit den Abgängen Mensink, Wolf und Wenzel sowie den Neuzugängen Manfred Behrendt (Torhüter), Michael Bordt, Urban Klausmann und Gerd Müller Veränderungen gegeben. Tatsächlich begann für Plaggemeyer erst am fünften Spieltag, den 5. September 1976, mit dem 2:1-Heimerfolg gegen Wattenscheid 09, der Ligabetrieb. Die Hinrunde verlief mit 12:26 Punkten aus 19 Spielen unbefriedigend, war durch einen finanziellen „Notverkauf“ von Dieter Hochheimer für 175.000 DM an den Bundesligisten Tennis Borussia Berlin zusätzlich sportlich erschwert und führte am 19. Dezember 1976 zur Entlassung von Trainer Roder. Die Rückrunde wurde unter Roder-Nachfolger Bernd Oles zwar mit 19:19 Punkten ausgeglichen gestaltet, nach dem 38. Spieltag, den 22. Mai 1977, war nach dem 3:1-Heimerfolg gegen Fortuna Köln der Abstieg von Göttingen 05 besiegelt. Nach dem Lizenzentzug des Bonner SC verzichtete Göttingen aus finanziellen Gründen auf das mögliche Nachrücken und ging in das Amateurlager zurück. Plaggemeyer hatte 1976/77 in 30 Spielen fünf Tore erzielt; insgesamt stehen für ihn in drei Runden 2. Bundesliga 102 Spiele mit 26 Toren in der Statistik.
Gemeinsam mit seinem Mannschaftskollegen Gerd Müller wechselte Plaggemeyer zur Saison 1977/78 zu Kickers Offenbach in die 2. Bundesliga Süd. Die Verantwortlichen vom Bieberer Berg hatten nach einem Spiel der Studentennationalmannschaft in Marburg gegen die Niederlande den Kontakt zu den 05ern aufgenommen. Er debütierte am 6. August 1977 bei der 0:3-Auswärtsniederlage bei Wormatia Worms unter Trainer Udo Klug in der Elf vom Bieberer Berg. Der SV Darmstadt 98 gewann überlegen die Meisterschaft im Süden und Offenbach belegte den fünften Rang. An der Seite der Mitspieler Bernd Helmschrot (Torhüter), Ulrich Pechtold, Kurt Geinzer, Peter Berg, Gerd Paulus, Gerd Müller, Hermann Bitz, Rainer Blechschmidt, Alfred Seiler, Frank-Michael Schonert und Walter Krause hatte Plaggemeyer für die Hessen in 31 Ligaspielen drei Tore erzielt. Als in seinem zweiten Offenbacher Jahr, 1978/79, der junge Angreifer Rudi Völler erstmals eindrucksvoll auf sich aufmerksam machte, der OFC am Rundenende den sechsten Rang belegte, endete mit dem Einsatz am 13. Mai 1979 beim 1:1-Heimremis gegen TSV München 1860 die Lizenzspielerkarriere von Walter Plaggemeyer. Im August 1978 wurde er in der Orthopädischen Klinik des Marienhausklinikums in Saarlouis von Chefarzt Heß an der Achillessehne operiert und er konnte daher erstmals nach einer monatelangen Pause am 2. Dezember 1978 beim DFB-Pokalspiel bei Borussia Dortmund für den OFC in der Serie 1978/79 aktiv werden. Für die Kickers absolvierte er in zwei Runden 41 Spiele in der 2. Bundesliga und erzielte drei Tore.

### Fußball im Amateurbereich
Die Reamateurisierung erfolgte für den in Heidelberg kurz vor dem Abschluss befindlichen Pädagogikstudenten im Jahr 1979 und er schloss sich jetzt den Blau-Weißen des SV Neckargerach vom Stadion in der Au im Badischen Fußballverband an. Mit Neckargerach ragt die Meisterschaft in der Saison 1981/82 in der Verbandsliga und damit die sofortige Rückkehr in die Fußball-Oberliga Baden-Württemberg heraus sowie die Teilnahme am DFB-Pokal in dieser Saison. In der 1. Hauptrunde setzte sich Neckargerach gegen Kickers Würzburg mit 4:2 Toren durch und reiste zum Höhepunkt, dem 2. Hauptrundenspiel am 9. Oktober 1981 in das Olympiastadion München, um gegen den FC Bayern anzutreten. Das Spiel wurde zwar mit 1:5 Toren verloren, aber durch die Prominenz der Bayern-Akteure um Klaus Augenthaler, Kurt Niedermayer, Wolfgang Dremmler, Bernd Dürnberger, Paul Breitner, Dieter Hoeneß und Karl-Heinz Rummenigge, sowie dem Stadionerlebnis, war für Plaggemeyer und seine Kollegen wie Gerd Schwickert, Gerhard Wörn, Reinhold Scherpp, Werner Tautz und Herbert Liedtke dieses Pokalspiel trotzdem ein besonders eindrucksvolles Erlebnis.
Nach seiner Zeit beim SV Neckargerach war Plaggemeyer noch als Spielertrainer bei den Vereinen SG Waibstadt (Aufstieg in die Landesliga), ab der Saison 1986/87 für drei Jahre in seiner neuen Heimat beim SV Sülzbach mit Aufstieg in die Bezirksliga und Bezirkspokalsieg, TSV Willsbach und Union Böckingen (Landesliga) tätig. Ausschließlich als Trainer arbeitete er danach bei den Vereinen SpVgg Neckarelz, TG Böckingen, TSV Künzelsau und ab Dezember 99/2000 für fast zehn Jahre mit der Frauenmannschaft des SV Sülzbach. Mit dieser Mannschaft gewann er die Meisterschaften in der Bezirks-, Landes- und Verbandsliga und stieg 2005 in die Oberliga Baden-Württemberg auf. Zusätzlich war er zehn Jahre beim WFV im Trainer-Lehrstab in der Aus- und Weiterbildung tätig.

## Privates
Im Jahr 1982 wurde der ausgebildete Pädagoge mit Ehefrau Ulrike in Sülzbach im Landkreis Heilbronn wohnhaft. An der Michael-Beheim-Schule in Obersulm war er später Konrektor. Im Jahr 1995 wurde Plaggemeyer zum 1. Vorsitzenden des SV Sülzbach gewählt und übt dieses Amt – unterstützt wird er dabei von der Ehefrau als 2. Vorsitzende – auch noch 2013 aus.
Im Rahmen der Feier „100 Jahre Göttingen 05“ am 30. Juni 2005 in der alten PH-Aula am Waldweg in Göttingen, wurde Walter Plaggemeyer in die „05-Jahrhundert-Elf“ gewählt.